# Seyssel (Haute-Savoie)
Seyssel (früher italienisch Seissello) ist eine französische Gemeinde im Département Haute-Savoie in der Region Auvergne-Rhône-Alpes. Es gehört zum Kanton Saint-Julien-en-Genevois im Arrondissement Saint-Julien-en-Genevois.

## Geographie
Seyssel liegt auf 265 m, etwa 24 Kilometer westlich der Stadt Annecy (Luftlinie). Der Marktflecken erstreckt sich am östlichen Ufer der Rhone gegenüber von Seyssel im Département Ain, in der breiten Talsenke zwischen dem Grand Colombier im Westen und der Montagne des Princes im Osten, im Genevois.
Die Fläche des 16,86 km² großen Gemeindegebiets umfasst einen Abschnitt des westlichen Genevois. Die westliche Grenze verläuft entlang der Rhône, die hier in einer breiten Talniederung von Norden nach Süden fließt und sich im Bereich von Seyssel markant verengt. Sowohl unterhalb als auch oberhalb von Seyssel wird die Rhône gestaut (Barrage de Seyssel). Nördlich des Marktfleckens mündet der Usses in die Rhône. Vom Flusslauf der Rhône respektive des Usses erstreckt sich der Gemeindeboden nach Osten über eine weite Talniederung und die angrenzenden Hänge bis auf den überwiegend bewaldeten Kamm der Montagne des Princes, auf der mit 937 m die höchste Erhebung von Seyssel erreicht wird. Durch die tief eingeschnittene Klus des Fier wird dieser Berg von der südlichen Fortsetzung, der Montagne du Gros Foug, getrennt. Der Fier und seine Schlucht bilden die südliche Abgrenzung des Gemeindegebietes.
Zu Seyssel gehören neben dem eigentlichen Ortskern auch mehrere Weilersiedlungen und Gehöfte, darunter:
- Chavagny (300 m) über dem Zusammenfluss von Usses und Rhône
- Cologny (400 m) am südöstlichen Talhang des Usses
- Vallod (440 m) am unteren Nordhang der Montagne des Princes
- Curty (500 m) am unteren Nordhang der Montagne des Princes
- Pologny (360 m) am östlichen Talhang der Rhône
- Les Côtes (430 m) auf einer Geländeterrasse am Westhang der Montagne des Princes
- Prairod (460 m) am Westabhang der Montagne des Princes
- Vens (350 m) auf einem Geländevorsprung zwischen der Rhône und dem Fier

Nachbargemeinden von Seyssel sind Bassy und Desingy im Norden, Droisy und Vallières-sur-Fier im Osten, Motz im Süden sowie Seyssel und Corbonod im Westen.

## Geschichte

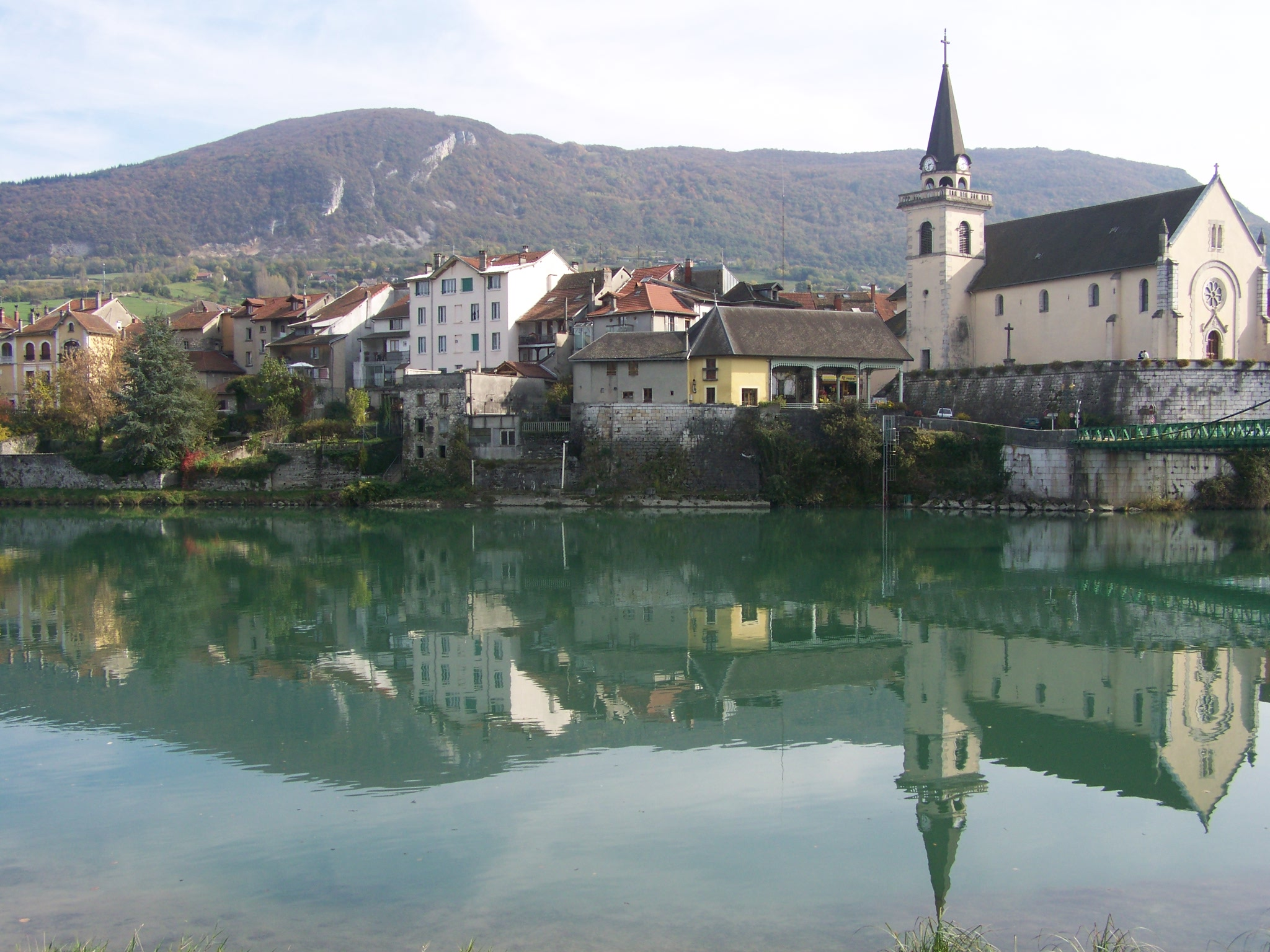
Seyssel am Rhône-Ufer mit der Kirche Saint-Blaise

Das Gemeindegebiet von Seyssel war bereits während der Römerzeit besiedelt. In der Nähe des Weilers Vens befand sich das gallorömische Landgut Condate. Aus dieser Zeit sind zahlreiche Mauerfundamente sowie die Spuren einer Römerstraße erhalten.
Erstmals wird die Ortschaft im Jahre 1096 unter dem Namen Saisel erwähnt. Später erschienen die Bezeichnungen Saysel (1155), Saysellum (1273), Saxaillo (1282), Sayssel (1293), und von 1345 ist die Schreibweise Seyssel überliefert.
In Seyssel wurde im 11. Jahrhundert ein Priorat gegründet. Bereits im 13. Jahrhundert erhielt der Ort gewisse Freiheitsrechte und entwickelte sich zu einem bedeutenden Hafen und Umschlagsplatz an der Rhône. Mit dem Bau der ersten Brücke zu jener Zeit wurde Seyssel zu einem regional wichtigen Handelsstädtchen. Die Teilung von Seyssel wurde 1760 durch einen Vertrag zwischen Frankreich und Savoyen besiegelt. Der kleinere, westlich der Rhône gelegene Teil verblieb bei Frankreich, während der östliche Teil an Savoyen gelangte.

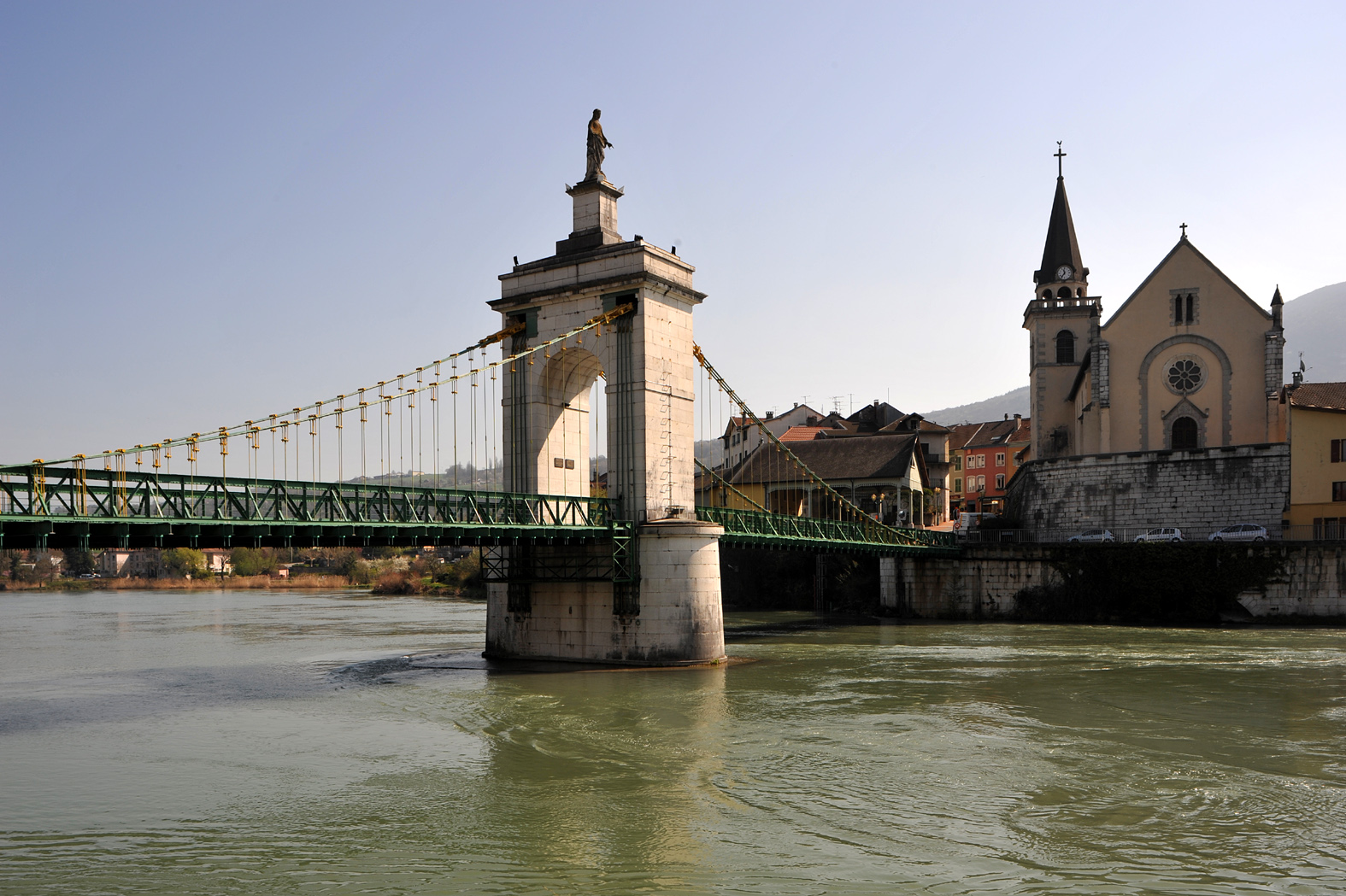
Pont de la Vierge noire mit Ortskern am linken Ufer

Als sich Frankreich im Zweiten Weltkrieg unter deutscher Besatzung befand, terrorisierten deutsche Truppen vom 10. bis 12. Februar 1944 die Bevölkerung der Gemeinden beiderseits des Flusses. Sie nahmen 12 Bauern und Ladenbesitzer, denen sie vorwarfen, die Résistance mit Lebensmitteln versorgt zu haben, fest und ermordeten sie. Sie erschossen beispielsweise vor ihrem Laden alle Männer der Metzgerei Borcier, nämlich der Besitzer, seinen Bruder, seinen Neffen und den Gehilfen. Nach den Morden beschossen die Deutschen das Haus mit einer Kanone.

## Sehenswürdigkeiten
Die aus dem 17. Jahrhundert stammende Kirche Saint-Blaise (Blasius) wurde im 19. Jahrhundert restauriert und umgestaltet. Auf der Hängebrücke aus dem Jahre 1838, welche die beiden Seyssel verbindet, steht die monumentale Statue Notre-Dame-du-Rhône. 1987 wurde südlich von Seyssel eine neue Brücke über die Rhône eröffnet. Als weitere Sehenswürdigkeiten sind die Chapelle des Roches, das Château de Vens aus dem 18. Jahrhundert und das Musée du Bois zu erwähnen.

## Bevölkerung
Mit 2327 Einwohnern (Stand 1. Januar 2022) gehört Seyssel zu den kleineren Gemeinden des Département Haute-Savoie. Seit Beginn der 1960er Jahre wurden verschiedene Schwankungen der Einwohnerzahl, die sich stets im Bereich zwischen 1500 und 1800 Personen bewegte, verzeichnet.
| Einwohner                  | 1562 | 1717 | 1725 | 1558 | 1630 | 1793 | 2295 |
| Quellen: Cassini und INSEE |      |      |      |      |      |      |      |

## Wirtschaft und Infrastruktur
Seyssel war lange Zeit eine durch die Landwirtschaft und den Kleinhandel geprägte Gemeinde. In der Umgebung von Seyssel gibt es größere Weinbaugebiete. Im Talboden der Rhône entwickelte sich in den letzten Jahrzehnten eine Gewerbezone mit verschiedenen Betrieben, unter anderem des Bau- und Transportgewerbes. Viele Erwerbstätige sind auch Wegpendler, die in den größeren Ortschaften der Umgebung ihrer Arbeit nachgehen.
Die Ortschaft ist verkehrsmäßig recht gut erschlossen. Sie liegt an der Straße von Saint-Julien-en-Genevois nach Belley. Weitere regionale Straßenverbindungen bestehen mit Bellegarde-sur-Valserine, Rumilly und Aix-les-Bains. Der nächste Anschluss an die Autobahn A40 befindet sich in einer Entfernung von rund 15 km. Der Bahnhof an der Eisenbahnlinie Genf–Lyon befindet sich auf der westlichen Rhôneseite.

## Gemeindepartnerschaften
Partnergemeinden von Seyssel sind Damme in Flandern (Belgien) und Fregona in der Region Venetien (Italien).